# Ernie Terrell
Ernest «Ernie» Terrell (Belzoni, Misisipi, 4 de abril de 1939-Evergreen Park, Illinois, 16 de diciembre de 2014) fue un boxeador profesional  estadounidense que compitió desde 1957 hasta 1973. Mantuvo el título de peso pesado de la AMB de 1965 a 1967, y fue uno de los pesos pesados más altos de su época, con una altura de 6 pies y 6 pulgadas (1,98 m). Terrell era el hermano mayor de la cantante principal del grupo musical de principios de la década de 1970, The Supremes, Jean Terrell. En la década de 1960, Jean cantó con el grupo de Ernie, Ernie Terrell y los Pesos Pesados.

## Carrera profesional
Al principio de su carrera, Terrell derrotó a buenos contendientes, entre ellos Cleveland Williams (Terrell ganó la revancha por decisión después de perder con Williams en su primera pelea por nocaut), Zora Folley y el futuro campeón de peso semipesado Bob Foster. Pero es mejor recordado por su pelea con el campeón mundial de peso pesado Muhammad Ali, el 6 de febrero de 1967, un combate en el que fue golpeado fuertemente. 
Ali tenía programado pelear con el campeón de la Asociación Mundial de Boxeo Ernie Terrell (la AMB le quitó el título a Ali después de su acuerdo para pelear una revancha con Liston) el 29 de marzo, pero Terrell se retiró y Ali ganó por decisión en 15 asaltos contra el oponente sustituto George Chuvalo. La Asociación Mundial de Boxeo cuadro una competencia entre Terrell y a Eddie Machen por la corona vacante. Terrell derrotó a Machen y ganó el cinturón el 5 de marzo de 1965. Lo mantuvo hasta el 6 de febrero de 1967, cuando perdió con Muhammad Ali . Durante ese tiempo, la mayoría en el mundo del boxeo continuaba reconociendo a Ali como campeón legítimo, ya que no había perdido ningún combate durante  su campeonato. El rival de la AMB, el Consejo Mundial de Boxeo, también reconocía a Ali como campeón. 
Durante su reinado como campeón de la AMB, Terrell defendió el título dos veces, derrotando a Doug Jones y George Chuvalo. 
En febrero de 1967, Ali y Terrell se encontraron para poner fin al debate de quién era el legítimo campeón de los pesos pesados. Antes del combate, Terrell llamó repetidamente a Ali por su nombre de nacimiento. Luego dijo que había conocido a Clay por años en los combates de aficionados y no se había acostumbrado a llamarlo por su otro nombre. Ali se ofendió por eso, y juró que castigaría a Terrell. Entonces, Ali avivó aún más su mala voluntad al etiquetar a Terrell como "un negro Tío Tom que iba a ser golpeado en el trasero".
Ali ganó por decisión a su favor después de 15 asaltos, triunfando en el campeonato de forma indiscutible. The Daily Telegraph escribió que la pelea resultante fue "la exhibición más desagradable de la célebre carrera en el ring de Ali", relatando cómo agarró a Terrell con una llave de cabeza y arrastró el ojo de Terrell por la cuerda superior, y declaró: "La pelea será recordada por las constantes provocaciones de Ali, preguntándole a su oponente que '¿cuál era su nombre?' del que estuvo contento no solo de derrotar, sino también de menospreciar y humillar". La pelea es narrada en la película Ali protagonizada por Will Smith. 
Después Terrell perdió por decisión no esperada en 12 asaltos ante Thad Spencer en 1967 en el Torneo de Peso Pesado de la AMB que se organizó luego de que Ali lo despojara de su título en abril de 1967. Dejó el deporte por tres años después de esa derrota, pero regresó en 1970, ganando siete peleas consecutivas antes de perder ante Chuck Wepner por decisión (la victoria de Wepner fue muy controvertida y la mayoría de los que vieron la pelea pensaron que Terrell había ganado).
En 55 peleas profesionales, Terrell obtuvo un récord de 46 victorias (21 por nocaut), nueve derrotas y ningún empate. Después de retirarse del boxeo en 1973, luego de una derrota por nocaut ante Jeff Merritt, comenzó una carrera como productor discográfico en Chicago, en la ciudad donde había asistido a la Academia de Carreras de Farragut . 
Terrell se postuló sin éxito como concejal del distrito 34 de Chicago en 1987. Terminó segundo en la primaria, pero perdió ante Lemuel Austin en una segunda vuelta. Terrell murió el 16 de diciembre de 2014 en un hospital en Evergreen Park, Illinois. Padecía de demencia.

## Expediente de boxeo profesional
| Resumen de registro profesional |              |            |
| 55 peleas                       | 46 victorias | 9 pérdidas |
| Por nocaut                      | 21           | 2          |
| Por decisión                    | 25           | 7          |

| No. | Resultado | Registro | Oponente            | Tipo | Número de asaltos y duración | Fecha                    | Ubicación                                                                          | Notas                                                             |
| --- | --------- | -------- | ------------------- | ---- | ---------------------------- | ------------------------ | ---------------------------------------------------------------------------------- | ----------------------------------------------------------------- |
| 55  | Derrota   | 46–9     | Jeff Merritt        | TKO  | 1 (10), 2:42                 | 10 de septiembre de 1973 | Madison Square Garden, Ciudad de Nueva York, Nueva York, EUA.                      |                                                                   |
| 54  | Derrota   | 46–8     | Chuck Wepner        | PTS  | 12                           | 23 de junio de 1973      | Sala de convenciones, Atlantic City (Nueva Jersey), EUA                            | Por el título vacante de peso pesado del Nacional de las Américas |
| 53  | Ganador   | 46–7     | Bill Drover         | TKO  | 1 (10), 2:28                 | 19 de febrero de 1973    | Philadelphia Spectrum, Filadelfia, Pensilvania, EUA                                |                                                                   |
| 52  | Ganador   | 45–7     | José Luis García    | KO   | 6 (10)                       | 23 de octubre de 1972    | Caracas, Venezuela                                                                 |                                                                   |
| 51  | Ganador   | 44–7     | Roberto Davila      | UD   | 10                           | 24 de julio de 1971      | Playboy Club, Lake Geneva, Wisconsin, EUA                                          |                                                                   |
| 50  | Ganador   | 43–7     | Luis Faustino Pires | UD   | 10                           | 10 de mayo de 1971       | International Amphitheatre, Chicago, Illinois, EUA                                 |                                                                   |
| 49  | Ganador   | 42–7     | Vic Brown           | UD   | 10                           | 28 de abril de 1971      | Cleveland Arena, Cleveland, Ohio, EUA                                              |                                                                   |
| 48  | Ganador   | 41–7     | John Hudgins        | TKO  | 1 (10), 1:58                 | 3 de abril de 1971       | Playboy Club, Lake Geneva (Wisconsin), EUA                                         |                                                                   |
| 47  | Ganador   | 40–7     | Sonny Moore         | UD   | 10                           | 15 de diciembre de 1970  | El Club Rave / Eagles, Milwaukee, Wisconsin, EUA                                   |                                                                   |
| 46  | Derrota   | 39–7     | Manuel Ramos        | UD   | 10                           | 14 de octubre de 1967    | Estadio Azteca, Ciudad de México, México                                           |                                                                   |
| 45  | Derrota   | 39–6     | Thad Spencer        | UD   | 12                           | 5 de agosto de 1967      | Astrodome, Houston, Texas, EUA                                                     |                                                                   |
| 44  | Derrota   | 39–5     | Muhammad Ali        | UD   | 15                           | 6 de febrero de 1967     | Astrodome, Houston, Texas, EUA                                                     | Perdió el título de peso pesado de la AMB                         |
| 43  | Ganador   | 39–4     | Doug Jones          | UD   | 15                           | 28 de junio de 1966      | Sam Houston Coliseum, Houston, Texas, EUA                                          | Retenido título de peso pesado de la AMB                          |
| 42  | Ganador   | 38–4     | George Chuvalo      | UD   | 15                           | 1 de noviembre de 1965   | Maple Leaf Gardens, Toronto, Ontario, Canada                                       | Retenido título de peso pesado de la AMB                          |
| 41  | Ganador   | 37–4     | Eddie Machen        | UD   | 15                           | 5 de marzo de 1965       | International Amphitheatre, Chicago, Illinois, EUA                                 | Ganó el título vacante de peso pesado de la AMB                   |
| 40  | Ganador   | 36–4     | Henry Wallitsch     | RTD  | 6 (10), 0:01                 | 23 de octubre de 1964    | San Luis, Misuri, EUA                                                              |                                                                   |
| 39  | Ganador   | 35–4     | Bob Foster          | TKO  | 7 (10), 0:58                 | 10 de julio de 1964      | Madison Square Garden, Ciudad de Nueva York, Nueva York, EUA                       |                                                                   |
| 38  | Ganador   | 34–4     | Jefferson Davis     | UD   | 10                           | 17 de junio de 1964      | Auditorio municipal, Miami Beach, Florida, EUA                                     |                                                                   |
| 37  | Ganador   | 33–4     | Gerhard Zech        | UD   | 10                           | 6 de marzo de 1964       | Madison Square Garden, Ciudad de Nueva York, Nueva York, EUA                       |                                                                   |
| 36  | Ganador   | 32–4     | Zora Folley         | UD   | 10                           | 27 de julio de 1963      | Madison Square Garden, Ciudad de Nueva York, Nueva York, EUA                       |                                                                   |
| 35  | Ganador   | 31–4     | Cleveland Williams  | SD   | 10                           | 13 de abril de 1963      | Philadelphia Arena, Filadelfia, Pensilvania, EUA                                   |                                                                   |
| 34  | Ganador   | 30–4     | Herb Siler          | TKO  | 3 (10)                       | 7 de marzo de 1963       | Auditorio Little River, Miami, Florida, EUA                                        |                                                                   |
| 33  | Ganador   | 29–4     | Young Jack Johnson  | UD   | 10                           | 5 de enero de 1963       | Madison Square Garden, Ciudad de Nueva York, Nueva York, EUA                       |                                                                   |
| 32  | Ganador   | 28–4     | Young Jack Johnson  | UD   | 10                           | 14 de diciembre de 1962  | Estadio de Chicago, Chicago, Illinois, EUA                                         |                                                                   |
| 31  | Ganador   | 27–4     | Reiniero Rey Lopez  | KO   | 3, 2:15                      | 25 de septiembre de 1962 | Parque comiskey, Chicago, Illinois, EUA                                            |                                                                   |
| 30  | Ganador   | 26–4     | Eddie Jackson       | TKO  | 2 (10), 2:54                 | 24 de agosto de 1962     | Gran Auditorio Olímpico, Los Ángeles, California, EUA                              |                                                                   |
| 29  | Ganador   | 25–4     | Amos Lincoln        | UD   | 6                            | 9 de junio de 1962       | Madison Square Garden, Ciudad de Nueva York, Nueva York, EUA                       |                                                                   |
| 28  | Derrota   | 24–4     | Cleveland Williams  | TKO  | 7 (10), 1:43                 | 3 de abril de 1962       | Sam Houston Coliseum, Houston, Texas, EUA                                          |                                                                   |
| 27  | Ganador   | 24–3     | Herb Siler          | PTS  | 10                           | 28 de febrero de 1962    | Sala de exhibición, Miami Beach, Florida, EUA                                      |                                                                   |
| 26  | Ganador   | 23–3     | Ernie Cab           | RTD  | 3 (6), 0:01                  | 4 de diciembre de 1961   | Centro de convenciones y centro cívico de Filadelfia, Filadelfia, Pensilvania, EUA |                                                                   |
| 25  | Ganador   | 22–3     | Chuck Garrett       | UD   | 10                           | 15 de mayo de 1961       | Marigold Gardens, Chicago, Illinois, EUA                                           |                                                                   |
| 24  | Ganador   | 21–3     | Willie Coleman      | KO   | 1 (8)                        | 17 de abril de 1961      | Marigold Gardens, Chicago, Illinois, EUA                                           |                                                                   |
| 23  | Ganador   | 20–3     | Ernie Cab           | TKO  | 8 (10)                       | 6 de febrero de 1961     | Marigold Gardens, Chicago, Illinois, EUA                                           |                                                                   |
| 22  | Derrota   | 19–3     | Wayne Bethea        | SD   | 10                           | 5 de diciembre de 1960   | Marigold Gardens, Chicago, Illinois, EUA                                           |                                                                   |
| 21  | Ganador   | 19–2     | Joe Hemphill        | UD   | 8                            | 20 de julio de 1960      | Estadio de Chicago, Chicago, Illinois, EUA                                         | Ganó el título de peso pesado de Illinois                         |
| 20  | Ganador   | 18–2     | Frankie Daniels     | KO   | 7 (10)                       | 18 de mayo de 1960       | Estadio de Chicago, Chicago, Illinois, EUA                                         |                                                                   |
| 19  | Ganador   | 17–2     | Lee Williams        | UD   | 10                           | 30 de marzo de 1960      | Estadio de Chicago, Chicago, Illinois, EUA                                         |                                                                   |
| 18  | Ganador   | 16–2     | Clay Thomas         | KO   | 1 (6)                        | 6 de enero de 1960       | Estadio de Chicago, Chicago, Illinois, EUA                                         |                                                                   |
| 17  | Ganador   | 15–2     | Chuck Garrett       | PTS  | 6                            | 11 de noviembre de 1959  | Estadio de Chicago, Chicago, Illinois, EUA                                         |                                                                   |
| 16  | Ganador   | 14–2     | Tunney Hunsaker     | PTS  | 8                            | 24 de julio de 1959      | Freedom Hall, Louisville, Kentucky, EUA                                            |                                                                   |
| 15  | Derrota   | 13–2     | Johnny Gray         | SD   | 8                            | 25 de febrero de 1959    | Estadio de Chicago, Chicago, Illinois, EUA                                         |                                                                   |
| 14  | Ganador   | 13–1     | Willie Coleman      | PTS  | 8                            | 14 de enero de 1959      | Estadio de Chicago, Chicago, Illinois, EUA                                         |                                                                   |
| 13  | Ganador   | 12–1     | Sid Peaks           | UD   | 8                            | 3 de noviembre de 1958   | Gimnasio Joe Louis, Chicago, Illinois, EUA                                         |                                                                   |
| 12  | Ganador   | 11–1     | John Hobart         | KO   | 1                            | 7 de octubre de 1958     | East Chicago, Condado de Lake (Indiana), EUA                                       |                                                                   |
| 11  | Ganador   | 10–1     | Joe Hemphill        | TKO  | 1 (6)                        | 24 de septiembre de 1958 | Estadio de Chicago, Chicago, Illinois, EUA                                         |                                                                   |
| 10  | Ganador   | 9–1      | Billy Pickett       | KO   | 2 (8)                        | Jul 1, 1958              | Gimnasio Midwest, Chicago, Illinois, EUA                                           |                                                                   |
| 9   | Derrota   | 8–1      | Johnny Gray         | SD   | 8                            | 30 de abril de 1958      | Estadio de Chicago, Chicago, Illinois, EUA                                         |                                                                   |
| 8   | Ganador   | 8–0      | Johnny Harper       | TKO  | 1 (8)                        | 11 de marzo de 1958      | Gimnasio Midwest, Chicago, Illinois, EUA                                           |                                                                   |
| 7   | Ganador   | 7–0      | Emil Brtko          | TKO  | 2 (8)                        | 4 de febrero de 1958     | Gimnasio Joe Louis, Chicago, Illinois, EUA                                         |                                                                   |
| 6   | Ganador   | 6–0      | Calvin Butler       | SD   | 6                            | 8 de enero de 1958       | Estadio de Chicago, Chicago, Illinois, EUA                                         |                                                                   |
| 5   | Ganador   | 5–0      | Ted Poole           | TKO  | 1 (6)                        | 30 de octubre de 1957    | Estadio de Chicago, Chicago, Illinois, EUA                                         |                                                                   |
| 4   | Ganador   | 4–0      | Neal Welch          | UD   | 6                            | 21 de agosto de 1957     | Estadio de Chicago, Chicago, Illinois, EUA                                         |                                                                   |
| 3   | Ganador   | 3–0      | Ray Griggs          | KO   | 1 (4)                        | 24 de julio de 1957      | Estadio de Chicago, Chicago, Illinois, EUA                                         |                                                                   |
| 2   | Ganador   | 2–0      | Andy Bond           | TKO  | 1 (4)                        | 26 de junio de 1957      | Estadio de Chicago, Chicago, Illinois, EUA                                         |                                                                   |
| 1   | Ganador   | 1–0      | Norman Bolden       | UD   | 4                            | 15 de mayo de 1957       | Estadio de Chicago, Chicago, Illinois, EUA                                         |                                                                   |

## Otras lecturas
- Konkol, Mark . "Incluso el campeón no se siente seguro", Chicago Sun-Times, Chicago, 25 de octubre de 2009, página 14A.